# Хмилки
Хмилки (біл. вёска Хмілкі) — село в складі Мядельського району Мінської області, Білорусь. Село підпорядковане Сирмезькій сільській раді, розташоване в північній частині області.